# Ostrov Svinoy (ö i Azerbajdzjan)
Ostrov Svinoy är en ö i Azerbajdzjan.   Den ligger i distriktet Baku, i den östra delen av landet, 70 km söder om huvudstaden Baku.